# Puya silvae-baccae
Puya silvae-baccae là một loài thực vật có hoa trong họ Bromeliaceae. Loài này được L.B.Sm. & Read miêu tả khoa học đầu tiên năm 1983. Chúng là loài đặc hữu của Venezuela.